# Freja (satélite)

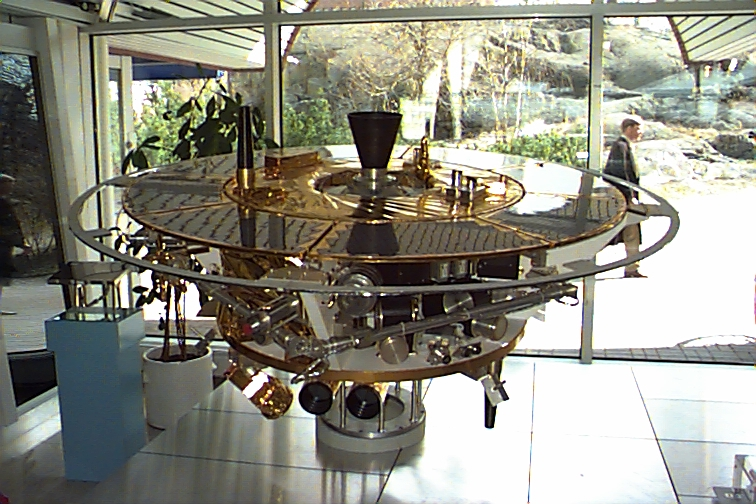
O satélite Freja.

O Freja foi um satélite artificial sueco e com colaboração alemã lançado em 6 de outubro de 1992 por meio de um veiculo chinês Longa Marcha 2C a partir do Centro de Lançamento de Satélite de Jiuquan.

## Características
A missão do Freja foi estudar a ionosfera e a magnetosfera terrestres, incluindo o oval da aurora, as cavidades de plasma, a aceleração dos elétrons e íons e as interações de onda-partícula.
O satélite estabilizava-se mediante giro, com eixo de rotação inclinado uns 10 graus em direção contrária do Sol.

## Instrumentos
O Freja levava oito instrumentos a bordo:
- F1: Campos eléctrico (Real Instituto de Tecnologia, Suécia)
- F2: Campos magnéticos (APL/JHU)
- F3C: Plasma frio (NRC, Canadá)
- F3H: Plasma quente (Instituto sueco de física espacial)
- F4: Ondas (Instituto sueco de física espacial)
- F5: Câmara para observação da aurora (Universidade de Calgary)
- F6: Feixe de eletróns (Instituto Max-Planck)
- F7: Correlacionador de partículas (Instituto Max-Planck)